# Fritz Schwarz (Bobfahrer)
Fritz Schwarz (* 14. August 1899 in Garmisch; † 6. November 1961 in Garmisch-Partenkirchen) war ein deutscher Bobfahrer.

## Karriere
Fritz Schwarz startete für den SC Riessersee. Zum 1. Dezember 1933 trat er der NSDAP bei (Mitgliedsnummer 3.288.516).  Bei der Bob-Weltmeisterschaft 1934 gewann er im Viererbob auf der Hausbahn von Pilot Hanns Kilian in Garmisch-Partenkirchen zusammen mit Hermann von Valta, Sebastian Huber die Goldmedaille, im Zweierbob mit Hermann von Mumm wurde er Zweiter. Bei den Olympischen Spielen 1936 in Garmisch-Partenkirchen wurde die Weltmeisterbesetzung im Viererbob lediglich Siebter.